# Барабанов, Владимир Дмитриевич
Владимир Дмитриевич Барабанов (род. 16 мая 1997, Санкт-Петербург) — российский хоккеист, нападающий.

## Биография
Младший брат хоккеистов Ивана и Александра Барабановых.
Воспитанник петербургского СКА. С сезона 2013/14 — игрок команды МХЛ «СКА-1946». С сезона 2017/18 — игрок команды ВХЛ «Динамо» СПб. Сезон 2021/22 начал начал в составе команды «СКА-Нева» из ВХЛ. 26 декабря перешёл в клуб КХЛ «Витязь», за который дебютировал через два дня в гостевом матче против «Северстали» (3:2, ОТ). Последнюю, четвёртую игру в сезоне провёл 9 января. Со следующего сезона стал выступать за фарм-клуб «Рязань-ВДВ» из ВХЛ, в конце октября провёл 4 матча в КХЛ. В декабре клуб расстался с Барабановым, и вскоре он заключил двусторонний контракт до конца сезона со СКА.
Участник юниорского чемпионата мира 2015.

## Достижения
Динамо СПб
- Обладатель кубка Петрова: 2017/18